# Шёнберг (Тальфанг)
Шёнберг (нем. Schönberg) — община в Германии, в земле Рейнланд-Пфальц.
Входит в состав района Бернкастель-Витлих. Подчиняется управлению Тальфанг ам Эрбескопф. Население составляет 225 человек (на 31 декабря 2010 года). Занимает площадь 5,09 км².